# Джавадов Іскандер Джавад-огли
Іскандер Джавад-огли Джавадов (азерб. İskəndər Cavad oğlu Cavadov, 2 серпня 1956, Баку) — радянський футболіст, який грав на позиції нападника. Відомий за виступами у складі команди «Нефтчі» з Баку у вищій лізі СРСР. По завершенні футбольної кар'єри — азербайджанський футбольний функціонер.

## Клубна кар'єра
Іскандер Джавадов народився в Баку. Спочатку він займався боротьбою, боксом, гімнастикою. Футболом розпочав займатися пізно, в 14 років, хоча до цього активно грав у вуличний футбол. Після закінчення ДЮСШ Іскандера не взяли до команди вищої ліги СРСР «Нефтчі» з Баку у зв'язку з тим, що там уже грав його старший брат Фізулі, і тому в 1975 році футболіст розпочав виступи в команді другої ліги «Хазар» із Сумгаїта, а в 1976 році став гравцем іншої команди другої ліги «Автомобіліст» з Баку. У 1977 році новий головний тренер «Нефтчі» Геннадій Бондаренко вирішив залучити до бакинської команди молодих футболістів, й у команді з'явились Іскандер Джавадов, Ігор Пономарьов, Самедага Шихларов, Асім Худієв. Іскандер Джавадов швидко став лідером нападу бакинської команди, й у 1979 році його обрали капітаном команди. Іскандер Джавадов відрізнявся на полі технічністю, і низка провідних радянських команд бажали бачити футболіста у своєму складі, та й сам Джавадов хотів перейти до іншого клубу, оскільки з «Нефтчі» майже нереально було отримати виклик до збірної СРСР. У середині 1982 року Іскандер Джавадов став гравцем московського «Динамо». Проте Спортивний комітет СРСР тривалий час не давав дозволу на перехід, та й футболісту з іншого міста важко було адаптуватися в московській команді, тому в 1982 році Джавадов зіграв лише 2 матчі в Кубку УЄФА, а в 1983 році зіграв лише 4 матчі в чемпіонаті СРСР, та вирішив повернутися до бакинського клубу. Проте на заваді цьому стало керівництво МВС СРСР, якому підпорядковувались усі команди «Динамо», та яке хотіло бачити Джавадова у своїй підвідомчій команді, й лише за втручання тодішнього члена Політбюро ЦК КПРС Гейдара Алієва футболісту вдалось повернутися до «Нефтчі». Після повернення до бакинської команди Джавадов повернув собі звання лідера команди, та одного з кращих її бомбардирів, та грав у її складі до кінця 1988 року, коли новий головний тренер Юрій Кузнецов вирішив омолодити команду та відрахував із неї кількох провідних футболістів. На початку 1989 року Іскандер Джавадов став гравцем команди другої ліги «Кяпаз» з Кіровабада, а з середини 1989 року грав у команді першої ліги «Ністру» з Кишинева, після чого завершив виступи на футбольних полях у зв'язку із травмою хребта.

## Після завершення футбольної кар'єри
Після завершення виступів на футбольних полях Іскандер Джавадов тривалий час працював у органах прокуратури Азербайджану, обирався віце-президентом асоціації ветеранів клубу «Нефтчі». У 2005 році Джавадова обрали членом виконкому Асоціації футбольних федерацій Азербайджану. Проте вже в 2006 році Іскандера Джавадова усунули з посади члена виконкому за вислови в адрес президента азербайджанської футбольної асоціації Раміза Мірзоєва та головного тренера національної збірної Шахіна Дінієва. У 2008 році Джавадова обрали президентом асоціації футбольних федерацій регіонів Азербайджану.

## Життя поза футболом
Братом Іскандера Джавадова є інший колишній гравець бакинського «Нефтчі» Фізулі Джавадов. Племінник Іскандера Джавадова, Вагіф Джавадов, також є футболістом. який грав також і за національну збірну Азербайджану.
У 2006 році президент Азербайджану Ільхам Алієв нагородив Іскандера Джавадова Орденом «Слава».
У 2016 році в Баку вийшла друком книга «№ 11 Искендер Джавадов» російською та азербайджанською мовами, в якій описується біографія Іскандера Джавадова.